# Ceraphron trissacantha
Ceraphron trissacantha är en stekelart som beskrevs av Jean-Jacques Kieffer 1907. Ceraphron trissacantha ingår i släktet Ceraphron och familjen pysslingsteklar. Arten är reproducerande i Sverige. Inga underarter finns listade i Catalogue of Life.